# Näspetning

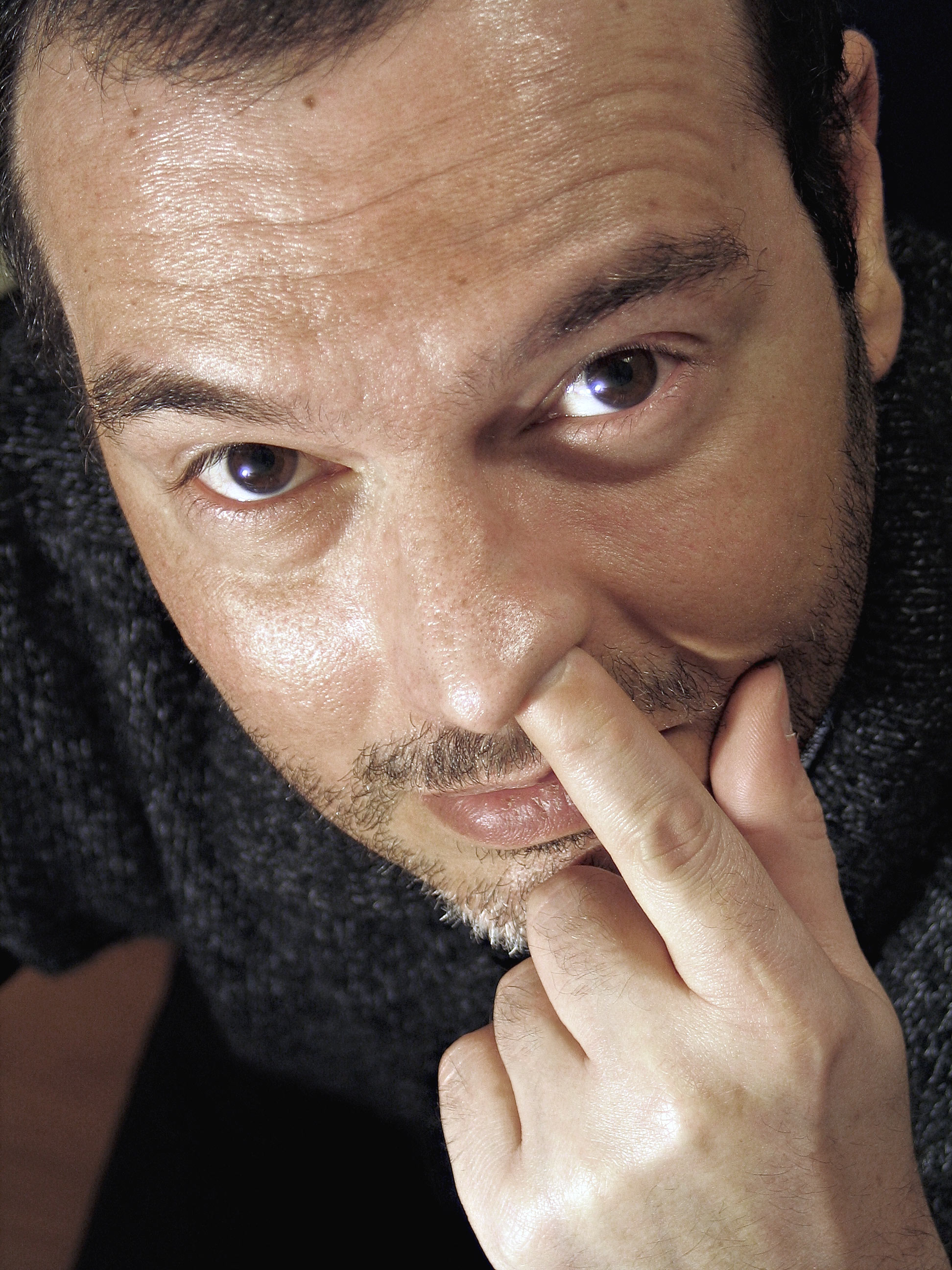
Man som petar sig i näsan.

Näspetning innebär att man petar med finger i näsan. Tvångsmässigt näspetande kallas Rhinotillexomani. Ordet kommer från grekiskan för rhino (näsa) tillexo (vidrörning) och mani (tvång, mani).
Näspetning är vanligt men tvångsmässigt näspetande är mindre vanligt. Det ses vanligen som tabubelagt. Näspetande har vissa hälsorisker. Det kan bland annat leda till infektioner och näsblod. En österrikisk läkare, Friedrich Bischinger, uppmuntrar dock till näspetande och hävdar att det stärker immunförsvaret att äta snor.